# لا تطفئ الشمس (فلم)
عائلة أرستقراطية محافظة، فقدت عائلها، وتولت الأم (عقيلة راتب) رعايتها، وهي امرأة حازمة، الأسرة تتكون من العديد من الأيتام البالغين، منهم أحمد زهدى (شكري سرحان) الذي يساعده خاله عزت بك (عبد الخالق صالح) من أجل العمل في إحدى الوظائف الهامة، لكنه يتركه ويتم تجنيده، في الجيش ليشارك في الدفاع عن وطنه أثناء العدوان الثلاثى، أما ليلى (فاتن حمامة) فإنها تلميذة تتلقى دروس البيانو على يد أستاذها فتحى (عماد حمدي)، وتحبه على رغم أنه متزوج، يؤجران شقة من أجل التلاقى فيها، عندما تهجر زوجته المنزل بعد أن تعرف بأمر هذه العلاقة يهجر ليلى، ويندم على ذلك عندما تتزوج من أحد زملاء شقيقها، أما الأخت الثانية فيفى(شيرين)، فإنها تحب زميلها في الجامعة، والذي يتقدم لخطبتها، وتحب الأخت الثالثة نبيلة (ليلى طاهر) أحد زملائها البسطاء، والذي يصبح زميلاً لأحمد في الجيشن ويتزوج من نبيلة بعد الحرب، أما ممدوح (أحمد رمزي) فإنه يحلم بأن يحقق شيءًا لنفسه، ويطلب النقود التي تعينه على إقامة المشروع، ويصطدم بأخيه ويخرج إلى الطريق، تصدمه سيارة ويموت، يقرر أحمد أن يتولى المسئولية، يقع في غرام زميلته شهيرة (نادية لطفي) التي تساعده على فك الكثير من خجله، ويتزوجان.

## فريق العمل

### تمثيل
| - شكري سرحان:أحمد - فاتن حمامة: ليلى - عقيلة راتب: الام - شيرين: فيفي - ليلى طاهر: نبيلة - أحمد رمزي: ممدوح | - إبراهيم فتيحة :مدرس فيفي - عادل المهيلمي:خطيب نبيلة - نادية لطفي: شهيرة - عماد حمدي: فتحي - سميحة أيوب:عواطف - محمد علوان: الإسطى عفيفي | - عمر ذو الفقار: عصام - محمد حمدي:خالد - عبد الخالق صالح:عزت بك خال الأبناء - يعقوب ميخائيل: مدير المصلحة - ليلى صادق:جرمين - عماد حمدي:فتحى |

الوجوه الجديدة:عمرو الترجمان:مدحت - عبد العزيز مكيوي - نسيم شهاب - علاء بدر الدين - صلاح موسى

### إداريون
| - تصوير: عبد الحليم نصر - محمود سابو - علي خير الله - محمود بكر - مونتاج: حسين أحمد - عبد العزيز فخرى: مونتير - محيي الدين أحمد (مركب الفيلم) - مونتاج فهمي: كمال فهمي - ليلى فهمي - تأليف:إحسان عبد القدوس (قصة) - حلمي حليم - لوسيان لامبير (سيناريو وحوار) - إخراج: صلاح أبو سيف - مساعدوا الإخراج: إسماعيل حسن - ولاء صلاح الدين - عبد الفتاح مدبولي - ماكياج:ميتشو - صديق محمد - موسيقى: علي إسماعيل: الألحان والموسيقى التصويرية - مكساج:إستديو نحاس - توزيع الداخلي والخارجي: دولار فيلم | - تسجيل الحوار:يوسف صقر - فوتوغرافيا:فتحى عزت: مصور فوتوغرافيا - إنتاج: عمر الشريف - أحمد رمزي (منتج) - خليل دياب (مدير الإنتاج) - حمدي حسن - سالم زعزع - ديكور:أحمد اللبودى (منفذ المناظر) - ماهر عبد النور (مهندس المناظر) - صوت:ولاء صلاح الدين - إسماعيل حسن - كريكور - مساعدوا صوت:تركي عبد الرحمن - نسيم فؤاد - جلال عبد الحميد - محمد سليمان - معمل: ستوديو ناصيبيان (الطبع والتحميض) - كاستينج:والي السيد (ريجيسير) - إكسسوار:نجيب خوري - مدير العمل:فاهية |

## روابط خارجية
- مقالات تستعمل روابط فنية بلا صلة مع ويكي بيانات